# Deshaun Watson
Derrick Deshaun Watson (Gainesville, Georgia, Estados Unidos; 14 de septiembre de 1995) es un jugador profesional de fútbol americano. Juega en la posición de quarterback y actualmente milita en los Cleveland Browns de la National Football League (NFL).

## Biografía
Watson asistió a Gainesville High School en donde se especializó en el idioma castellano mientras jugaba para el equipo de fútbol americano. Allí consiguió varios récords del estado: mayor número total de yardas (17,134), de touchdowns (218), yardas por pase (13,077) y pases para touchdown (155). También corrió para 4,057 yardas y 63 touchdowns.

## Carrera

### Universidad
Tras su paso por el instituto, Watson decidió inscribirse en la Universidad Clemson, donde jugó para los Tigers.

### NFL

#### Houston Texans
Watson fue seleccionado por los Houston Texans en la primera ronda (puesto 12) del draft de 2017. El 12 de mayo de 2017, Watson firmó un contrato de cuatro años por $13.84 millones, con un adelanto por firmar de $8.21 millones.

#### Cleveland Browns
El 18 de marzo de 2022 Watson fue traspasado junto a una sexta ronda del Draft de 2024 a los Cleveland Browns a cambio de tres picks de primera ronda de los Drafts de 2022, 2023, 2024, un pick de tercera ronda de 2023 y dos picks de cuarta ronda de 2022 y 2024. Ese mismo día Watson firmó un contrato con los Browns por cinco años y 230 millones de dólares, todos ellos garantizados.

### Acusaciones de conducta sexual inapropiada
El jugador cumplió una suspensión de 11 juegos debido a acusaciones de 24 mujeres sobre conductas sexuales inapropiadas. Watson consiguió acuerdos compensatorios con 23 de las 24 mujeres que lo acusan. En octubre de 2024 llegó a un nuevo acuerdo con una mujer demandante.

## Estadísticas
| Legend | Legend            |
| ------ | ----------------- |
|        | Récord de la NFL  |
|        | Líder de la liga  |
| Bold   | Máximo de carrera |

### Temporada regular
| Año   | Equipo | Partidos | Partidos | Partidos | Pase    | Pase    | Pase    | Pase    | Pase    | Pase    | Pase    | Pase    | Carrera | Carrera | Carrera | Carrera |
| Año   | Equipo | PJ       | PT       | Récord   | Comp    | Att     | Pct     | Yds     | Avg     | TD      | Int     | Rate    | Att     | Yds     | Avg     | TD      |
| ----- | ------ | -------- | -------- | -------- | ------- | ------- | ------- | ------- | ------- | ------- | ------- | ------- | ------- | ------- | ------- | ------- |
| 2017  | HOU    | 7        | 6        | 3-3      | 126     | 204     | 61.8    | 1,699   | 8.3     | 19      | 8       | 103.0   | 36      | 269     | 7.5     | 2       |
| 2018  | HOU    | 16       | 16       | 11-5     | 345     | 505     | 68.3    | 4,165   | 8.2     | 26      | 9       | 103.1   | 99      | 551     | 5.6     | 5       |
| 2019  | HOU    | 15       | 15       | 10-5     | 333     | 495     | 67.3    | 3,852   | 7.8     | 26      | 12      | 98.0    | 82      | 413     | 5.0     | 7       |
| 2020  | HOU    | 16       | 16       | 4-12     | 382     | 544     | 70.2    | 4,823   | 8.9     | 33      | 7       | 112.4   | 90      | 444     | 4.9     | 3       |
| 2021  | HOU    | No jugó  | No jugó  | No jugó  | No jugó | No jugó | No jugó | No jugó | No jugó | No jugó | No jugó | No jugó | No jugó | No jugó | No jugó | No jugó |
| Total | Total  | 54       | 53       | 28-25    | 1,186   | 1,748   | 67.8    | 14,539  | 8.3     | 104     | 36      | 104.5   | 307     | 1,677   | 5.5     | 17      |

### Playoffs
| Año   | Equipo | Partidos | Partidos | Partidos | Pase | Pase | Pase | Pase | Pase | Pase | Pase | Pase  | Carrera | Carrera | Carrera | Carrera |
| Año   | Equipo | PJ       | PT       | Récord   | Comp | Att  | Pct  | Yds  | Avg  | TD   | Int  | Rate  | Att     | Yds     | Avg     | TD      |
| ----- | ------ | -------- | -------- | -------- | ---- | ---- | ---- | ---- | ---- | ---- | ---- | ----- | ------- | ------- | ------- | ------- |
| 2018  | HOU    | 1        | 1        | 0−1      | 29   | 49   | 59.2 | 235  | 4.8  | 1    | 1    | 69.7  | 8       | 76      | 9.5     | 0       |
| 2019  | HOU    | 2        | 2        | 1−1      | 51   | 77   | 66.2 | 635  | 8.2  | 3    | 0    | 104.6 | 20      | 92      | 4.6     | 2       |
| Total | Total  | 3        | 3        | 1−2      | 80   | 126  | 63.5 | 870  | 6.9  | 4    | 1    | 91.0  | 28      | 168     | 6.0     | 2       |